# Brian Teacher
Brian Teacher (* 23. Dezember 1954 in San Diego, Kalifornien) ist ein ehemaliger US-amerikanischer Tennisspieler.

## Werdegang
Teacher besuchte ab 1972 die UCLA, für die er im College Tennis sehr erfolgreich war. Kurz vor seinem Abschluss begann er seine Profikarriere.
Sein größter Triumph war der Gewinn der Australian Open im Jahr 1980. Im Finale bezwang er Kim Warwick mit 7:5, 7:6 (7:4) und 6:2. Dabei hatte Teacher seine Teilnahme ursprünglich kurz vor Turnierbeginn zurückgezogen. Nachdem er das Endspiel der direkt vor den Australian Open stattfindenden New South Wales Open gegen Fritz Buehning verloren hatte, rief er seine Ehefrau Kathy May an, eine Tennisspielerin, die er 1979 geheiratet hatte. Diese teilte ihm in dem Telefonat mit, die Scheidung zu wollen, woraufhin Teacher bei Turnierleiter Colin Stubbs seine Teilnahme an den Australian Open verletzungsbedingt absagte. Nach einem Anruf seines Schwiegervaters und einiger Stunden Bedenkzeit entschied sich Teacher nochmals um, Stubbs hatte seinen Startplatz jedoch schon an einen anderen Spieler vergeben. Erst die kurzfristige Absage eines weiteren Spielers brachte Teacher wieder ins Tableau.
Es gelang Teacher nicht, auf Grand-Slam-Ebene diesen Erfolg zu wiederholen. In Wimbledon gelang ihm 1982 der Einzug ins Viertelfinale, in dem er Tim Mayotte in fünf Sätzen unterlag. Im Doppel stand er zweimal in einem Grand-Slam-Halbfinale: sowohl in Wimbledon als auch bei den US Open gelang ihm 1977 an der Seite von Bob Carmichael der Einzug in die Vorschlussrunde. In Wimbledon schieden sie gegen John Alexander und Phil Dent in fünf Sätzen aus. Bei den US Open scheiterten sie in drei Sätzen an den späteren Gewinnern Bob Hewitt und Frew McMillan. Insgesamt gewann er in seiner Laufbahn 8 Einzel- und 16 Doppeltitel. Seine höchste Position in der Weltrangliste war Platz sieben im Einzel sowie Platz sechs im Doppel. Er wurde 2014 in die International Jewish Sports Hall of Fame aufgenommen.
Nach seinem Karriereende arbeitete er als Trainer und betreute sowohl die Einzelspieler Greg Rusedski und Maks Mirny als auch die Doppel-Teams Mark Knowles und Daniel Nestor sowie Jim Grabb und Richey Reneberg. Er schloss zudem sein Studium der Wirtschaftswissenschaften an der UCLA ab und besuchte anschließend die University of Southern California. Teachers Ehe mit Kathy May endete 1981. Er heiratete ein zweites Mal und hat aus dieser Ehe zwei Töchter.

## Erfolge
| Legende                       |
| Grand Slam (1)                |
| Tennis Masters Cup            |
| ATP Masters Series            |
| ATP International Series Gold |
| Grand Prix (7)                |

| ATP-Titel nach Belag |
| Hartplatz (2)        |
| Sand (0)             |
| Rasen (2)            |
| Teppich (4)          |

### Einzel

#### Turniersiege
| Nr. | Jahr              | Turnier         | Belag       | Finalgegner    | Ergebnis                |
| --- | ----------------- | --------------- | ----------- | -------------- | ----------------------- |
| 1.  | 9. April 1977     | Jackson         | Teppich (i) | Bill Scanlon   | 6:3, 6:3                |
| 2.  | 19. November 1978 | Taipeh          | Teppich (i) | Tom Gorman     | 6:3, 6:3, 6:3           |
| 3.  | 15. Juli 1979     | Newport         | Rasen       | Stan Smith     | 1:6, 6:3, 6:4           |
| 4.  | 22. Dezember 1980 | Australian Open | Rasen       | Kim Warwick    | 7:5, 7:64, 6:2          |
| 5.  | 3. August 1981    | Columbus        | Hartplatz   | John Austin    | 6:3, 6:2                |
| 6.  | 15. November 1982 | Dortmund        | Teppich (i) | Wojciech Fibak | 6:7, 6:4, 6:4, 2:6, 6:4 |
| 7.  | 14. März 1983     | München         | Teppich (i) | Mark Dickson   | 1:6, 6:4, 6:2, 6:3      |
| 8.  | 1. August 1983    | Columbus        | Hartplatz   | Bill Scanlon   | 7:6, 6:4                |

#### Finalteilnahmen
| Nr. | Jahr               | Turnier       | Belag       | Finalgegner     | Ergebnis                |
| --- | ------------------ | ------------- | ----------- | --------------- | ----------------------- |
| 1.  | 13. September 1976 | Newport       | Rasen       | Vijay Amritraj  | 3:6, 6:4, 3:6, 1:6      |
| 2.  | 10. Januar 1977    | Adelaide      | Rasen       | Victor Amaya    | 1:6, 4:6, 2:6           |
| 3.  | 12. Dezember 1977  | Sydney        | Rasen       | Roscoe Tanner   | 3:6, 6:3, 3:6, 7:6, 4:6 |
| 4.  | 30. Oktober 1978   | Tokio Indoor  | Teppich (i) | Björn Borg      | 3:6, 4:6                |
| 5.  | 20. April 1980     | Los Angeles   | Hartplatz   | Gene Mayer      | 3:6, 2:6                |
| 6.  | 9. November 1980   | Hongkong      | Hartplatz   | Ivan Lendl      | 7:5, 6:7, 3:6           |
| 7.  | 16. November 1980  | Taipeh        | Teppich (i) | Ivan Lendl      | 7:6, 3:6, 3:6, 6:7      |
| 8.  | 23. November 1980  | Bangkok       | Teppich (i) | Vijay Amritraj  | 3:6, 5:7                |
| 9.  | 21. Dezember 1980  | Sydney        | Rasen       | Fritz Buehning  | 3:6, 7:6, 6:7           |
| 10. | 27. September 1981 | San Francisco | Teppich (i) | Eliot Teltscher | 3:6, 6:7                |
| 11. | 3. Oktober 1982    | Maui          | Hartplatz   | John Fitzgerald | 2:6, 3:6                |
| 12. | 18. September 1983 | Dallas        | Hartplatz   | Andrés Gómez    | 7:6, 1:6, 1:6           |
| 13. | 24. Juni 1984      | Bristol       | Rasen       | Johan Kriek     | 7:6, 6:7, 4:6           |
| 14. | 15. Juli 1984      | Gstaad        | Sand        | Joakim Nyström  | 4:6, 2:6                |
| 15. | 22. Juli 1985      | Livingston    | Hartplatz   | Brad Gilbert    | 6:4, 5:7, 0:6           |

### Doppel

#### Turniersiege
| Nr. | Jahr               | Turnier          | Belag     | Partner          | Finalgegner                    | Ergebnis       |
| --- | ------------------ | ---------------- | --------- | ---------------- | ------------------------------ | -------------- |
| 1.  | 8. August 1976     | Columbus         | Hartplatz | William Brown    | Fred McNair Sherwood Stewart   | 6:3, 6:4       |
| 2.  | 26. November 1978  | Manila           | Sand      | Sherwood Stewart | Ross Case Chris Kachel         | 6:3, 7:6       |
| 3.  | 3. März 1980       | Washington, D.C. | Teppich   | Ferdi Taygan     | Kevin Curren Steve Denton      | 4:6, 6:3, 7:6  |
| 4.  | 14. April 1980     | Los Angeles      | Hartplatz | Butch Walts      | Anand Amritraj John Austin     | 6:2, 6:4       |
| 5.  | 17. August 1980    | Toronto          | Hartplatz | Bruce Manson     | Heinz Günthardt Sandy Mayer    | 6:3, 3:6, 6:4  |
| 6.  | 24. August 1980    | Cincinnati       | Hartplatz | Bruce Manson     | Wojciech Fibak Ivan Lendl      | 6:7, 7:5, 6:4  |
| 7.  | 10. November 1980  | Taipeh           | Teppich   | Bruce Manson     | John Austin Ferdi Taygan       | 6:4, 6:0       |
| 8.  | 17. November 1980  | Bangkok          | Teppich   | Ferdi Taygan     | Tom Okker Dick Stockton        | 7:6, 7:6       |
| 9.  | 16. Februar 1981   | La Quinta        | Hartplatz | Bruce Manson     | Terry Moor Eliot Teltscher     | 7:6, 6:2       |
| 10. | 30. März 1981      | Frankfurt        | Teppich   | Butch Walts      | Vitas Gerulaitis John McEnroe  | 7:5, 6:7, 7:5  |
| 11. | 8. Juni 1981       | Queen’s Club     | Rasen     | Pat DuPré        | Kevin Curren Steve Denton      | 3:6, 7:6, 11:9 |
| 12. | 3. August 1981     | Columbus         | Hartplatz | Bruce Manson     | Anand Amritraj Vijay Amritraj  | 6:1, 6:1       |
| 13. | 12. Juni 1982      | Stuttgart        | Sand      | Mark Edmondson   | Andreas Maurer Wolfgang Popp   | 6:3, 6:1       |
| 14. | 20. September 1982 | San Francisco    | Teppich   | Fritz Buehning   | Marty Davis Chris Dunk         | 6:7, 6:2, 7:5  |
| 15. | 1. August 1983     | Columbus         | Hartplatz | Scott Davis      | Anand Amritraj John Fitzgerald | 6:1, 4:6, 7:6  |
| 16. | 21. November 1983  | Johannesburg     | Hartplatz | Steve Meister    | Andrés Gómez Sherwood Stewart  | 6:7, 7:6, 6:2  |

#### Finalteilnahmen
| Nr. | Jahr             | Turnier     | Belag         | Partner        | Finalgegner                   | Ergebnis           |
| --- | ---------------- | ----------- | ------------- | -------------- | ----------------------------- | ------------------ |
| 1.  | 5. März 1978     | Miami       | Teppich (i)   | Bob Carmichael | Tom Gullikson Gene Mayer      | 6:7, 3:6           |
| 2.  | 18. März 1979    | Washington  | Teppich (i)   | Bob Carmichael | Bob Lutz Stan Smith           | 4:6, 5:7, 6:3, 6:7 |
| 3.  | 1. April 1979    | Stuttgart   | Hartplatz (i) | Bob Carmichael | Wojciech Fibak Tom Okker      | 3:6, 7:5, 6:7      |
| 4.  | 3. März 1980     | Rotterdam   | Teppich (i)   | Bill Scanlon   | Vijay Amritraj Stan Smith     | 4:6, 3:6           |
| 5.  | 3. November 1980 | Hongkong    | Hartplatz     | Bruce Manson   | Peter Fleming Ferdi Taygan    | 5:7, 2:6           |
| 6.  | 12. April 1982   | Los Angeles | Hartplatz     | Bruce Manson   | Sherwood Stewart Ferdi Taygan | 1:6, 7:6, 3:6      |
| 7.  | 13. Februar 1983 | Richmond    | Teppich (i)   | Fritz Buehning | Pavel Složil Tomáš Šmíd       | 2:6, 4:6           |